# Daniela Hammer-Tugendhat
Daniela Hammer-Tugendhat (* 2. August 1946 in Caracas, Venezuela, als Marie-Daniela Tugendhat) ist eine österreichische Kunsthistorikerin und Hochschullehrerin. Sie gilt als eine Pionierin der feministischen Kunstgeschichtsschreibung.

## Leben
Hammer-Tugendhat wurde 1946 in Caracas als Tochter des aus Brünn emigrierten Ehepaars  Fritz (1895–1958) und Grete Tugendhat (1903–1970) geboren. Ihre Eltern waren vor den NS-Verfolgungen geflohen und betrieben in Brünn eine bedeutende Textilfabrik.
Daniela Tugendhat studierte Kunstgeschichte und Archäologie an der Universität Bern und an der Universität Wien. Im Jahr 1975 wurde sie mit einer Arbeit über Hieronymus Bosch promoviert, Doktorvater war Otto Pächt.
Seitdem unterrichtete sie zunächst mit Lehraufträgen an der Universität für angewandte Kunst in Wien. 1993 habilitierte sie sich kumulativ mit Arbeiten unter dem Titel Studien der Geschlechterbeziehung in der Kunst an der Universität Oldenburg und 1994 an der Universität Wien, wo sie auch regelmäßig Lehrveranstaltungen abhält. Seit 1994 hat sie eine permanente Stelle an der Universität für angewandte Kunst in Wien.
Zwischen 1996 und 1997 war sie Gastprofessorin am Kunsthistorischen Institut und Graduiertenkolleg der Universität Frankfurt am Main. 1997 wurde sie zur C4-Professorin an die Universität Frankfurt berufen und 1999 zum Fellow des „Zentrums zur Erforschung der Frühen Neuzeit“ in Frankfurt ernannt. Die Berufungsverhandlungen in Frankfurt am Main scheiterten jedoch an der Frage der Verbeamtung. Von 1998 bis Juni 2012 war sie außerordentliche Professorin an der Universität für angewandte Kunst in Wien.
Hammer-Tugendhat hat zahlreiche Veranstaltungen und Projekte vor allem zu Themen der Frauenforschung und der Frauenkultur durchgeführt: 1986 organisierte sie die „3. Kunsthistorikerinnen-Tagung“ in Wien mit. Zwischen 1989 und 1992 leitete sie das Projekt „Bürgerliche Frauenkultur in Österreich im 19. Jahrhundert“ beim österreichischen Fonds zur Förderung der wissenschaftlichen Forschung.
Von 1993 bis 2000 war sie Mitglied der „Kommission der interuniversitären Koordinationsstelle für Frauenforschung“ (2000 umbenannt und an die Universität Wien gebunden). Lehraufträge führten sie an die Universitäten Salzburg (1990), die Universität Oldenburg (1994), die Universität Basel (1995), an das Institut für Geschichte der Universität Wien und an das Institut für Kunstgeschichte der Wiener Universität (seit 1991).
2009 erhielt sie den österreichischen Gabriele-Possanner-Staatspreis (verliehen 2010).
Hammer-Tugendhat ist Sprecherin der Familie Tugendhat, was die Erhaltung der baugeschichtlich bedeutenden Villa Tugendhat angeht; ihr Bruder war der Philosoph Ernst Tugendhat.
2024 erhielt sie das Goldene Ehrenzeichen für Verdienste um das Land Wien.
Sie ist verheiratet mit dem deutschen Konservator Ivo Hammer. Der Politologe und Umweltaktivist Lukas Hammer ist ihr Sohn.

## Publikationen (Auswahl)
- Hieronymus Bosch und die Bildtradition. Wien 1975, OCLC 17253371 (Dissertation Universität Wien 1975, 157, 91 S. Volltext online 255 Seiten, this document consists of 255 scans split over 3 files to reduce download time (3 Files)).
  - Hieronymus Bosch, eine historische Interpretation seiner Gestaltungsprinzipien (= Theorie und Geschichte der Literatur und der schönen Künste; Band 58), Fink, München 1981, ISBN 3-7705-1960-4 (256 Seiten mit 95 Illustrationen, 21 cm Inhaltsverzeichnis).
- mit Renate Berger (Hrsg.): Der Garten der Lüste: zur Deutung des Erotischen und Sexuellen bei Künstlern und ihren Interpreten (= DuMont Taschenbücher, Band 165), DuMont, Köln 1985, ISBN 3-7701-1627-5).
- mit Anderen: Der nackte Mensch (= Loccumer Protokoll, [19]88, Nr. 74, auch: Kritische Berichte, Jahrgang 17, Heft 13), Jonas, Marburg 1989, DNB 900561076.
- mit Wolf Tegethoff (Hrsg.): Ludwig Mies van der Rohe – das Haus Tugendhat. Springer, Wien / New York, NY 1998, ISBN 978-3-211-83096-3.
- Der unsichtbare Text – Liebesbriefe in der holländischen Malerei des 17. Jahrhunderts. In: Horst Wenzel u. a. (Hrsg.): Audiovisualität vor und nach Gutenberg. ISBN 3-8549-023-4 (= Schriften des Kunsthistorischen Museums; Band 6), Skira, Milano 2001, S. 158–174 DNB 1030959544.
- Das Sichtbare und das Unsichtbare. Zur holländischen Malerei des 17. Jahrhunderts. Böhlau Verlag, Köln/Weimar/Wien 2009.
- Die Negation der Perspektive. Pieter Bruegels alternatives Konzept. In: Gertrud Koch (Hrsg.): Perspektive – Die Spaltung der Standpunkte. Zur Perspektive in Philosophie, Kunst und Recht. Fink Verlag, München/Paderborn 2010, S. 107–121.
- »Dieser Bruegel hat viele Dinge gemalt, die nicht gemalt werden können«. Innovative künstlerische Verfahren als Mittel der Zeitkritik. In: Eva Michel (Hrsg.): Pieter Bruegel. Das Zeichnen der Welt. Verlag Hirmer, München 2017, S. 49–66.
- No One to show the Way – Not in Life, not in Death: Bruegel’s Attitude towards the World. The Birdnester – The Conversion of Saul – The Triumph of Death. In: Alice Hoppe-Harnoncourt et al. (Hrsg.): Bruegel. The Hand of the Master. Essays in Context. Hannibal, Lichtervelde 2019, S. 312–335.
- mit Wolf Tegethoff, Ivo Hammer: Das Haus Tugendhat – Ludwig Mies van der Rohe. 3. aktualisierte Auflage, Birkhäuser, Basel 2020, ISBN 978-3-0356-2090-0.